# Oxynoemacheilus merga
Az Oxynoemacheilus merga a sugarasúszójú halak (Actinopterygii) osztályának a pontyalakúak (Cypriniformes) rendjébe, ezen belül a Nemacheilidae családjába tartozó faj.

## Előfordulása
Az Oxynoemacheilus merga a délkelet-oroszországi folyókban él: Kubány, Kuma, Terek, Szulak és Szamur környéke.

## Megjelenése
A hal testhossza 6-8 centiméter, legfeljebb 10 centiméter. Felső ajkán 6 bajuszszál található. Pikkelyei kicsinyek.

## Életmódja
Tápláléka fenéklakók, főként férgek, rovarlárvák, vízirovarok és kis puhatestűek.